# Flacey (Côte-d’Or)
Flacey ist eine französische Gemeinde mit 210 Einwohnern (Stand 1. Januar 2022) im Département Côte-d’Or in der Region Bourgogne-Franche-Comté. Sie gehört zum Arrondissement Dijon und zum Kanton Fontaine-lès-Dijon.

## Geographie
Flacey wird umgeben von Pichanges im Norden, von Spoy im Osten, von Saint-Julien im Süden und von Marsannay-le-Bois im Westen.

## Siehe auch

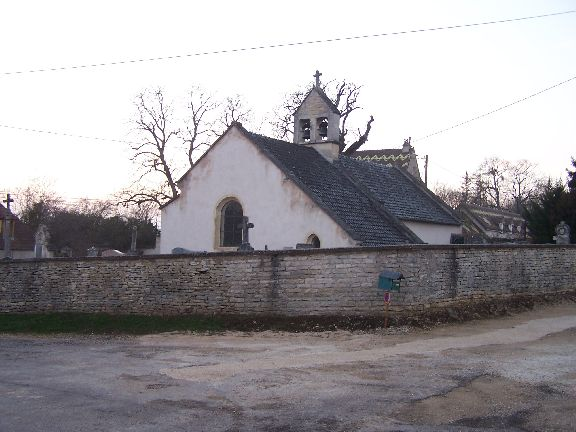
Kirche Saint-Maurice

## Bevölkerungsentwicklung
| Jahr                       | 1962 | 1968 | 1975 | 1982 | 1990 | 1999 | 2008 | 2013 | 2019 |
| Einwohner                  | 93   | 107  | 116  | 131  | 123  | 144  | 170  | 152  | 192  |
| Quellen: Cassini und INSEE |      |      |      |      |      |      |      |      |      |